# Liga Internacional de Profesores Esperantistas
La Liga Internacional de Profesores Esperantistas (en Esperanto Internacia Ligo de Esperantistaj Instruistoj, ILEI) es una asociación especializada de profesores y enseñantes de Esperanto fundada en 1949. ILEI es una organización no gubernamental con relaciones operacionales con Unesco.

## Historia
ILEI fue fundada en 1949 y su primera junta directiva consistió de Violet C. Nixon (Gran Bretaña, presidente), Einar Dahl (Suecia, Secretario, tesorero), Jeanne Dedieu (Francia, consejero) y P. Korte (Países Bajos, consejero).

### Presidentes
Presidentes de ILEI desde 1985:
- István Szerdahelyi (1985-1987)
- Edward Symoens (1988-1991)
- Stefan MacGill (1991-1993)
- Duncan Charters (1993-1998)
- Mauro La Torre (1998-2003)
- Radojica Petrovic (2003-2009)
- Stefan MacGill (2009 - 2013)
- Mireille Grosjean (2013 - )

## Metas y oficios
- Metas:
  - Educación en la estima del ser humano y en el respeto a la vida y a la naturaleza.
  - Hacer progresar la intercomprensión entre los pueblos.
- Tareas:
  - Introducción del Esperanto en escuelas de todo tipo.
  - La adecuada enseñanza del Esperanto en todos los medios y niveles.
  - Exploración y solución de problemas pedagógicos en la enseñanza de lenguas.
  - Publicación de herramientas modernas, revistas facultativas, libros y hojas informativas.
  - Organización de encuentros internacionales (Conferencias, seminarios, etc).
  - Asistencia en los exámenes internacionales sobre la capacidad en la aplicación y enseñanza del Esperanto.
  - Contacto con instancias gubernamentales y educativas y otras organizaciones cuyas metas sean conformes a las de la Liga.
  - Organización y utilización de páginas web y listas de discusión.

## Junta directiva
La junta de ILEI guía la Liga. Es elegido por una instancia superior. El Comité.
La junta actual fue elegida en el año 2013 y está formada por::
- Mireille Grosjean (presidente, Suiza)
- Zsófia Kóródy (vicepresidente, Alemania/Hungría)
- Gong Xiaofeng (vicepresidente, China)
- Radojica Petrović (secretario, Serbia)
- William Harris (tesorero, Estados Unidos)
- Bharat Kumar Ghimire (vocal, Nepal)
- Magdaléna Feifičová (vocal, Eslovaquia)
- Enikő Zengő Sereghy (vocal, Hungría)
- Penny Vos (vocal, Australia)

## Revistas de ILEI
- Internacia Pedagogia Revuo (Revista Pedagógica Internacional)
- Juna Amiko (Amigo Joven)

## Proyectos
- Interkulturo (IK) - Página web de la red de colaboradores en escuelas y grupos juveniles en todo el mundo por un aprendizaje intercultural por medio del EsperantO.
- Flugiloj de Malfacila Vento - Seminarios de entrenamiento y materiales metódicos para jóvenes profesores y enseñantes del Esperanto.

## Conferencia
ILEI realiza conferencias todos los años en un país diferente con un contenido amplio de cultura, turismo y diferentes facultades.
- Simposio sobre el tema de la conferencia.
- Lingva Festivalo (Festival de la lengua).

La conferencia del año 2014 tendrá lugar en Montevideo (Uruguay)